# 遠山景纂
遠山 景纂（とおやま かげつぐ、文化14年8月23日（1817年10月3日） - 安政2年8月27日（1855年10月7日））は、江戸時代の旗本。父は江戸町奉行を務めた遠山景元、母は堀田一定の娘けい。植村景鳳の弟、景興、景明の兄。妻は土岐朝旨の娘、曾我七兵衛の娘。子に景彰。幼名は国太郎、通称は金四郎。

## 人物
天保5年（1834年）11月28日に西丸小納戸に務め、当時世子だった徳川家慶に仕えた。
天保7年（1836年）に本丸小納戸に移り、翌8年（1837年）に西丸小納戸に戻り、天保12年（1841年）3月23日に再び本丸小納戸に入り、弘化4年（1847年）8月10日に徒頭に転任した。嘉永4年（1851年）6月8日、西丸目付に昇進、翌5年（1852年）の父の隠居で家督を相続した。
嘉永7年（1854年）1月22日、本丸目付に転任、安政2年（1855年）2月29日に亡くなった父の葬儀を務め一時休職、葬儀を終えた後に復帰したが、8月27日、13代将軍徳川家定の馬揃えに参加した時に病気となり、同日に39歳で死去。家臣達と同僚の目付衆との相談で、幕府には9月10日に死去したと届け出され、12月3日に子の景彰が幕府から相続を認められ出仕した。
遠山家の家臣が記録した日記には岩瀬忠震・永井尚志らの名前が記録されていて、2人の仕事内容と贈り物のやり取りがあったことが書かれていて、彼らと交流があったことが確認されている。また、景纂自身も徒頭在任期に『歩兵校尉日記』を書いていた。
法名は敦行院殿誠信景纂日勇大居士。墓は東京都豊島区の本妙寺。

## 経歴
- 天保5年（1834年）11月28日、西丸小納戸
- 天保7年（1836年）、本丸小納戸
- 天保8年（1837年）4月2日、西丸小納戸
- 天保12年（1841年）3月23日、本丸小納戸
- 弘化4年（1847年）8月10日、徒頭
- 嘉永4年（1851年）6月8日、西丸目付
- 嘉永5年（1852年）4月16日、家督相続
- 嘉永7年（1854年）1月22日、本丸目付
- 安政2年（1855年）8月27日、死去。享年39。

## 系譜
- 父：遠山景元
- 母：けい（堀田一定の娘）
- 妻：土岐朝旨の娘
- 妻：曾我七兵衛の娘
- 生母不明の子女
  - 男子：遠山景彰